# Andy Townsend
Pour les articles homonymes, voir Townsend.
Andrew David Townsend est un footballeur irlandais né le 23 juillet 1963 à Maidstone en Angleterre. Il jouait au poste de milieu de terrain.

## Carrière
- 1980-1984 : Welling United FC  Angleterre
- 1984- janv. 1985 : Weymouth  Angleterre
- janv. 1985-1988 : Southampton  Angleterre
- 1988-1990 : Norwich City  Angleterre
- 1990-1993 : Chelsea  Angleterre
- 1993-1997 : Aston Villa  Angleterre
- 1997-1999 : Middlesbrough  Angleterre
- 1999-2000 : West Bromwich Albion  Angleterre[1]

## Palmarès
- 70 sélections et 7 buts avec l'équipe d'Irlande entre 1989 et 1998
- Vainqueur de la Coupe de la Ligue anglaise en 1994 et 1996 avec Aston Villa
- Finaliste de la Coupe de la Ligue anglaise en 1998 avec Middlesbrough

## Sources
- (en) Stephen McGarrigle, The Complete who's who of Irish international football : 1945-1996, Edimbourg, Mainstream Publishing, octobre 1996, 237 p. (ISBN 1-85158-894-9), p. 181-182